# Карасьов Володимир Якумович
Володимир Якумович Карасьов (нар. 15 квітня 1900, Пенза — 1967, Ленінград) — радянський діяч, новатор виробництва, токар-наладчик машинобудівного і металургійного Кіровського заводу Міністерства оборонної промисловості СРСР міста Ленінграда. Кандидат у члени ЦК КПРС у 1956—1961 роках. Герой Соціалістичної Праці (21.06.1957).

## Життєпис
Народився в родині службовця і швачки. У одинадцятирічному віці втік з дому від знущань мачухи, став юнгою флоту. Брав участь в Жовтневому перевороті 1917 року, в придушенні Кронштадтського повстання. На флоті прослужив до 1924 року.
У 1926—1929 роках — слюсар-механік пробкового заводу імені Семашка в Ленінграді.
У 1929—1941 роках — сведлувальник, слюсар механоскладального тракторного цеху Ленінградського заводу «Красный путиловец» (з грудня 1934 року — «Кіровського заводу»).
З 15 липня 1941 по 1945 рік — у Червоній армії, учасник німецько-радянської війни. Служив мотоциклістом-зв'язківцем 1-го стрілецького полку 1-ї дивізії народного ополчення Ленінградського фронту, машиніст флоту.
Член ВКП(б) з 1942 року.
З 1945 по 1962 рік — токар-наладчик механічного цеху машинобудівного і металургійного Кіровського заводу Міністерства оборонної промисловості СРСР міста Ленінграда.
Указом Президії Верховної Ради СРСР від 21 червня 1957 року за видатні виробничі досягнення, розвиток науки і техніки та великий внесок зроблений для освоєння і впровадження нових прогресивних методів праці на підприємстві міста Ленінграда Карасьову Володимиру Якумовичу присвоєно звання Героя Соціалістичної Праці з врученням ордена Леніна і золотої медалі «Серп і Молот».
У 1960 році в Ленінграді була створена рада новаторів першим головою якої став Володимир Карасьов.
Помер у 1967 році. Похований в Ленінграді (Санкт-Петербурзі) на Красненькому цвинтарі.

## Нагороди
- Герой Соціалістичної Праці (21.06.1957)
- орден Леніна (21.06.1957)
- орден «Знак Пошани» (4.01.1954)
- медаль «За бойові заслуги» (17.11.1941)
- медаль «За трудову доблесть» (26.04.1963)
- медаль «За трудову відзнаку» (2.04.1951)
- медалі